# Gabriella Fox
Gabriella Fox (* 24. Februar 1989 als Karlee Glickman in Los Angeles, Kalifornien) ist eine US-amerikanische Pornodarstellerin und ein Model.

## Leben
Gabriella Fox begann ihre Karriere im Jahr 2008 im Alter von 19 Jahren. Sie besitzt einen Exklusivvertrag bei Digital Playground und hat daher bisher ausschließlich Filme für dieses Unternehmen gedreht. Sie wirkte am bisher teuersten Pornofilm Pirates II: Stagnetti’s Revenge mit, welcher insgesamt 23 Auszeichnungen erhielt. Eine der Auszeichnungen wurde für eine Gruppen-Sex-Szene verliehen, an der sie teilnahm. Außerdem hat sie drei nach ihr benannte Filme gedreht, in denen sie die Hauptrolle spielt. Fox hat auch zahlreiche Fotoshootings gemacht, unter anderen auch für den Playboy. 
Weiterhin trat sie im Musikvideo Typical der US-Band Tickle Me Pink auf. Von diesem Video gibt es zwei Versionen. Die Nackt-Version ist auf Digital Playgrounds Website zu sehen.

## Filmografie
- 2008: Control 9
- 2008: Hard Candy 4
- 2008: Gabriella Fox: Nude
- 2008: Gabriella Fox: Sexy Hot
- 2008: Pirates II: Stagnetti’s Revenge
- 2009: Gabriella Fox: Foxxxy
- 2009: Nurses
- 2009: Bad Girls 1
- 2011: Teenlicious

## Nominierungen
- 2009: AVN-Award-Nominierung – Best Group Sex Scene – Pirates II: Stagnetti’s Revenge